# Гордон, Александр Витальевич
Алекса́ндр Вита́льевич Гордо́н (26 декабря 1931, Москва — 7 декабря 2020) — советский и российский кинорежиссёр, сценарист, актёр и писатель.

## Биография
Окончил режиссёрский факультет ВГИКа (1960, мастерская Михаила Ромма). Член КПСС с 1953 года.
Осенью 1956 года совместно с Андреем Тарковским и Марикой Бейку снял короткометражный фильм «Убийцы» по рассказу Хемингуэя.
В 1964—1970 годах работал на киностудии «Молдова-фильм», где поставил картины «Последняя ночь в раю» (1964), «Сергей Лазо» (1967) и «Кража» (2 серии, 1970). До своей смерти являлся режиссёром киностудии «Мосфильм».
Писал рассказы, повести, сценарии. Дублировал фильмы Андрея Тарковского «Ностальгия» и «Жертвоприношение», снятые за рубежом.
Пробовал себя в редком для доперестроечного советского кинематографа жанре жёсткого детективно-приключенческого фильма («Схватка в пурге», «Двойной обгон», «Выкуп»), допускавшего силовое противостояние между преступником и гражданином «эпохи развитого социализма».
Скончался 7 декабря 2020 года. Похоронен на Востряковском центральном кладбище, участок 22.

## Семья
- Жена — Марина Арсеньевна Тарковская, лингвист, дочь поэта Арсения Тарковского.
  - Сын — Михаил Александрович Тарковский, биолог и писатель.
  - Дочь — Екатерина Александровна Тарковская, стримерша и блогер ,,Мама Огра,,. У неё трое детей: Михаил, Андрей и дочь Милана. [7].
  - Внучка — Наталия Тарковская, поэтесса, кинокритик, арт-терапевт, режиссёр музыкально-поэтических перформансов и автор книг стихотворений «Письма Богу», «Странствие сквозь сны».
  - Внук — Николай Тарковский, музыкант-инструменталист и композитор.
  - Правнук — Даниил Тарковский.

## Фильмография

### Актёр
- 1956 — «Убийцы» — Джордж, бармен
- 1958 — «Сегодня увольнения не будет» — сапёр, принявший снаряды у капитана Галича (нет в титрах)

### Режиссёр
- 1956 — «Убийцы» (короткометражный) — совместно с А. Тарковским и М. Бейку[греч.]
- 1959 — «Сегодня увольнения не будет» (среднеметражный) — совместно с А. Тарковским
- 1962 — «Каменные километры» (короткометражный)
- 1964 — «Последняя ночь в раю»
- 1967 — «Сергей Лазо»
- 1971 — «Кража»
- 1977 — «Схватка в пурге»
- 1979 — «Сцены из семейной жизни»
- 1982 — «Человек, который закрыл город»
- 1984 — «Двойной обгон»
- 1986 — «Выкуп»
- 1990 — «Футболист»

### Сценарист
- 1956 — «Убийцы»
- 1959 — «Сегодня увольнения не будет»

### Прочее
- 1983 — «Ностальгия» — озвучивание
- 1986 — «Жертвоприношение» — озвучивание

## Книги
- Александр Гордон об Андрее Тарковском «Не утоливший жажды», М., ВАГРИУС, 2007, 384 стр., ISBN 978-5-9697-0341-4
- Александр Гордон «Тучерез или невероятное вероятно», М, Бослен, 2016, 256 стр., ISBN 978-5-91187-258-8
- Александр Гордон об Андрее Тарковском «Венгерская летающая рюмка», М., Бослен, 2011, 318 стр., ISBN 978-5-91187-141-3